# 種田惠
種田惠（1986年9月20日—）是一位日本女子游泳選手，曾就讀於札晃大谷高等學校，其畢業於神奈川大學經濟學部，她的專長是蛙式，隸屬於美津濃。

## 成績
- 2005年加拿大蒙特利爾世界游泳錦標賽200M蛙泳第4名
- 2008年北京奧運會200M蛙泳第8名